# Kurt Laves
Kurt Laves (* 1866; † 25. März 1944) war ein deutsch-US-amerikanischer Astronom.
Laves studierte Astronomie in Berlin (Abschluss 1891) und kam 1893 an die University of Chicago, wo er 1897 Instructor wurde, 1901 Assistant Professor und von 1908 bis zu seiner Emeritierung 1932 Associate Professor für mathematische Astronomie war. Er arbeitete vorwiegend auf dem Gebiet der Himmelsmechanik, speziell untersuchte er die Bewegung der Erde im System Erde-Mond.
Sein Sohn Walter Hermann Carl Laves (1902–1983) war ein hoher US-Beamter (u. a. Deputy Director General der UNESCO von 1947 bis 1950) und Professor für Politikwissenschaft an der Indiana University. Ein weiterer Sohn, Gerhardt Kurt Laves (1906 bis 1993), war Anthropologe, der sich mit Sprachen australischer Aborigines und der Navajos beschäftigte.
Einer seiner Studenten war Forest Ray Moulton (ab 1912 Professor in Chicago).

## Quelle
- Donald Osterbrock Yerkes Observatory, S. 163